# 姥子山
姥子山（うばこやま）は、愛知県名古屋市緑区の町名。現行行政地名は姥子山一丁目から姥子山五丁目。住居表示未実施。

## 地理
名古屋市緑区の中央部に位置し、北東に鎌倉台、西に鳴海町、南に大将ケ根と太子、北に尾崎山、東に豊明市と接する。

## 歴史

### 町名の由来
鳴海町の小字名「姥子山」による。かつては「おばこやま」「おんばこやま」とも呼ばれ、姥神信仰に由来する地名であるという。

## 世帯数と人口
2019年（平成31年）3月1日現在の世帯数と人口は以下の通りである。
| 丁目         | 世帯数    | 人口    |
| ------------ | --------- | ------- |
| 姥子山一丁目 | 420世帯   | 1,126人 |
| 姥子山二丁目 | 314世帯   | 844人   |
| 姥子山三丁目 | 482世帯   | 1,237人 |
| 姥子山四丁目 | 198世帯   | 554人   |
| 姥子山五丁目 | 186世帯   | 432人   |
| 計           | 1,600世帯 | 4,193人 |

### 人口の変遷
国勢調査による人口の推移
| 2000年（平成12年） | 3,442人 | [ 7 ]  |  |
| 2005年（平成17年） | 3,817人 | [ 8 ]  |  |
| 2010年（平成22年） | 4,025人 | [ 9 ]  |  |
| 2015年（平成27年） | 4,114人 | [ 10 ] |  |

## 学区
市立小・中学校に通う場合、学校等は以下の通りとなる。また、公立高等学校に通う場合の学区は以下の通りとなる。なお、小学校は学校選択制度を導入しておらず、番毎で各学校に指定されている。
| 丁目         | 小学校                                    | 中学校               | 高等学校 |
| ------------ | ----------------------------------------- | -------------------- | -------- |
| 姥子山一丁目 | 名古屋市立東丘小学校                      | 名古屋市立東陵中学校 | 尾張学区 |
| 姥子山二丁目 | 名古屋市立東丘小学校                      | 名古屋市立東陵中学校 | 尾張学区 |
| 姥子山三丁目 | 名古屋市立東丘小学校 名古屋市立太子小学校 | 名古屋市立東陵中学校 | 尾張学区 |
| 姥子山四丁目 | 名古屋市立太子小学校                      | 名古屋市立東陵中学校 | 尾張学区 |
| 姥子山五丁目 | 名古屋市立太子小学校                      | 名古屋市立東陵中学校 | 尾張学区 |

## 交通
- 愛知県道237号新田名古屋線

## 施設
- スギ薬局 姥子山店

## その他

### 日本郵便
- 郵便番号 : 458-0830[3]（集配局：緑郵便局[13]）。